# Poesía desarraigada
La poesía desarraigada es una corriente dentro de la poesía lírica española que cultivó la Primera generación de posguerra, opuesta a otra corriente simultánea, la poesía arraigada, protegida por el poder político franquista instaurado tras la Guerra civil (1936-1939). Ambas fueron las corrientes mayoritarias en la lírica de entonces, aunque también existían grupos menores de distinta estética, como el postismo y el grupo Cántico de Córdoba, entre otros.

## Historia
La denominación partió del crítico y poeta Dámaso Alonso, quien se incluía como crítico en la Generación del 27 y como poeta dentro de la desarraigada. Escribió que, frente a los autores de la poesía arraigada:

Para otros el mundo nos es un caos y una angustia, y la poesía una frenética búsqueda de ordenación y de ancla. Sí, otros estamos muy lejos de toda armonía y de toda sinceridad.
Dámaso Alonso

A esta desazón dramática respondió su libro Hijos de la ira (1944), que presidió toda una veta de la creación poética de aquel momento. La Guerra Civil (1936-1939) había causado que España se dividiera en dos (los vencidos y los vencedores). De la parte de los vencidos (triunfo del general Francisco Franco) nació este tipo de poesía, de forma predominantemente anticlásica y antiestrófica y contenido existencial y desgarrado.
Aparte de los últimos libros, compuestos en la cárcel, del epígono del 27 Miguel Hernández, Cancionero y romancero de ausencias (1938-1941) y El hombre acecha (1937-1938), del que solo se salvaron dos ejemplares de la primera edición secuestrada y quemada por Joaquín de Entrambasaguas, la formaban un grupo de autores reunidos en el año 1944 cuando se creó en León la revista Espadaña, fundada por el poeta y crítico Eugenio de Nora y el poeta Victoriano Crémer. Era una respuesta al oficialismo poético de la revista Garcilaso, fundada en 1943 por José García Nieto. Asimismo, se sintieron respaldados y autorizados por la Generación del 27 cuando se publicaron en 1944 dos libros desgarradores que influyeron su estética: el ya citado Hijos de la ira, de Dámaso Alonso, y Sombra del paraíso, de Vicente Aleixandre. 
Su enfoque filosófico partía del existencialismo contemporáneo y confrontaba la religiosidad y la fe de la poesía arraigada con la angustia esencial de la condición humana consciente de ser para la muerte y desolada tras los horrores de la guerra y sus consecuencias de injusticia y humillación. Desde ese existencialismo algunos de ellos evolucionaron hacia un compromiso social claro, hacia la poesía social (Blas de Otero); otros, como Carlos Bousoño, se acercaron al surrealismo.

## Características
En los temas, Dios sigue siendo un motivo recurrente y principal, pero la religiosidad de la poesía desarraigada es angustiada, dramática y crítica, no serena. Transmite la idea de un Dios que ha abandonado al hombre en un mundo dominado por la soledad, el vacío existencial y el sufrimiento ante la vida y la muerte. Se inspiran en ello en la contemporánea filosofía existencial de Albert Camus, consecuencia de la terrible Segunda Guerra Mundial en su caso, aunque en España estaba más sobre el tapete la terrible Guerra Civil. En prosa su correlato contemporáneo es el tremendismo, instituido por Camilo José Cela en su novela La familia de Pascual Duarte, 1942, y seguido por otros como Francisco de Cossío, Tomás Borrás, Bartolomé Soler, Huberto Pérez de Ossa, Ramón Ledesma Miranda y Darío Fernández Flórez, y más ocasionalmente por Rafael García Serrano y Luis Landínez. 
El estilo más característico de la poesía desarraigada es anticlásico y no estrófico, a diferencia de la poesía arraigada: utiliza el verso libre o el versículo, abomina de la rima y, aunque suele emplear el soneto y algunas estrofas populares, su dicción interna, en busca de un lenguaje más directo y sencillo, es dramática, quebrada y entrecortada por un abundante uso del encabalgamiento y la entonación coloquial, como ocurre en Ancia de Blas de Otero. Buscaba más bien la fuerza emotiva que el equilibrio estético y asumía numerosos giros coloquiales. Algunos de sus autores más importantes fueron Victoriano Crémer, Carlos Bousoño, José María Fonollosa, José Luis Hidalgo, Rafael Morales, Leopoldo de Luis, Vicente Gaos, Gabriel Celaya, José Hierro y Blas de Otero. Destacan también Ángela Figuera y Eugenio de Nora. He aquí uno de los textos más representativos de esta estética, "Insomnio", de Dámaso Alonso, en su Hijos de la ira 1944:

Madrid es una ciudad de más de un millón de cadáveres (según las últimas estadísticas). / A veces en la noche yo me revuelvo y me incorporo en este nicho en el que hace 45 años que me pudro, / y paso largas horas oyendo gemir al huracán, o ladrar los perros, o fluir blandamente la luz de la luna. / Y paso largas horas gimiendo como el huracán, ladrando como un perro enfurecido, fluyendo como la leche de la ubre caliente de una gran vaca amarilla. / Y paso largas horas preguntándole a Dios, preguntándole por qué se pudre lentamente mi alma, / por qué se pudren más de un millón de cadáveres en esta ciudad de Madrid, / por qué mil millones de cadáveres se pudren lentamente en el mundo. / Dime, ¿qué huerto quieres abonar con nuestra podredumbre? / ¿Temes que se te sequen los grandes rosales del día, / las tristes azucenas letales de tus noches?